# 庫克冰架
68°40′S 152°30′E / 68.667°S 152.500°E
庫克冰架是南極洲的冰架，位於喬治五世地，處於弗雷什菲爾德角和哈德森角之間，西面是迪金灣，寬90公里，以澳大利亞的總理命名，現時由南極條約體系管理。